# When I Was 17
When I Was 17 (en español: Cuando tenía 17) es un programa de televisión MTV que cuenta con celebridades de hoy y mira hacia atrás "when they were 17". El espectáculo cuenta con fotos, así como entrevistas con familiares y amigos. Algunas celebridades del pasado en el show como Queen Latifah, Khloe Kardashian, Drake, el cantante Trey Songz e estrella de internet Perez Hilton.

## Estrellas invitadas

### Primera Temporada (1 de mayo al 23 de octubre de 2010)
- Episodio 1. Khloé Kardashian, Perez Hilton & Trey Songz
- Episodio 2. Ludacris, Jillian Michaels & Pete Wentz
- Episodio 3. Drake, Jennie Finch & Queen Latifah
- Episodio 4. Kevin Jonas, Katharine McPhee & Bret Michaels
- Episodio 5. Kourtney Kardashian, Travis McCoy & Kris Allen
- Episodio 6. Evan Lysacek, Kimberly Caldwell & Gabe Saporta
- Episodio 7. Nick Cannon, Aubrey O'Day & Donald Trump
- Episodio 8. Vanessa Minnillo, Chris Paul & Pitbull
- Episodio 9. Johnny Weir, Jackson Rathbone & Keri Hilson
- Episodio 10. Nicole "Snooki" Polizzi, James Van Der Beek & Pharrell Williams
- Episodio 11. Ciara, CC Sabathia & Debi Nova
- Episodio 12. Jenni Farley, Pauly DelVecchio & Mike Sorrentino
- Episodio 13. Holly Madison, Dwyane Wade & Benji Madden and Joel Madden
- Episodio 14. Adam Levine, Kathy Griffin & Swizz Beatz
- Episodio 15. Kelly Rowland, Enrique Iglesias & Stephanie Pratt
- Episodio 16. Jason Derulo, Jordin Sparks & 3OH!3
- Episodio 17. Kendra Wilkinson, Kelly Osbourne & Asher Roth
- Episodio 18. Usher, Ne-Yo & B.o.B
- Episodio 19. Joey Lawrence, Rutina Wesley & Big Boi
- Episodio 20. Kristin Chenoweth, Jay Sean & Soulja Boy
- Episodio 21. Best of #1
- Episodio 22. Best of #2
- Episodio 23. Best of #3

### Segunda Temporada (30 de octubre de 2010 al 14 de mayo de 2011)
- Episodio 24. Nelly, Karina Smirnoff & Joanna Garcia
- Episodio 25. Akon, Kerry Washington & Donald Glover
- Episodio 26. Angelina Pivarnick, Nigel Barker & Nikki Blonsky
- Episodio 27. Melissa Joan Hart, Flo Rida & Alison Sweeney
- Episodio 28. Carmelo Anthony, Taye Diggs & Naya Rivera
- Episodio 29. Audrina Patridge,  Miss J. Alexander, & Cee Lo Green
- Episodio 30. Vinny Guadagnino, Ronnie Ortiz-Magro & Sammi Giancola
- Episodio 31. Kobe Bryant, Brooklyn Decker & Candice Accola
- Episodio 32. Jenna Ushkowitz, Patrick Stump &  Deena Cortese
- Episodio 33. Topher Grace, Anna Faris, & Dan Fogler
- Episodio 34. Bam Margera, Kat Graham, & Olivia Munn
- Episodio 35. Brandy, Jay Manuel, & Derek Hough
- Episodio 36. Rob Kardashian, Padma Lakshmi & Wendy Williams
- Episodio 37. Wiz Khalifa, Mark Ballas & Elizabeth Berkley
- Episodio 38. Lupe Fiasco, Jessie J & Tyrese Gibson
- Episodio 39. Brittany Snow, Ashley Benson & Lala Anthony
- Episodio 40. Ashley Fink, Jeremih & Shay Mitchell
- Episodio 41. Best of Prom
- Episodio 42. Questlove, Christina Perri & Vanessa Simmons
- Episodio 43. Jordan Knight, Tristan Wilds & Shane West
- Episodio 44. Joe Jonas, Chris Brown & Selita Ebanks

### Tercera Temporada (20 de agosto al 19 de noviembre de 2011)
- Episodio 45. Colbie Caillat, Bow Wow & Christopher Mintz-Plasse
- Episodio 46. Tyler, The Creator, Kreayshawn & Big Sean
- Episodio 47. Amy Lee, Chris Klein & Theophilus London
- Episodio 48. Steve-O, Paris Hilton & Miguel
- Episodio 49. Heidi Klum, Wyclef Jean & Ashley Rickards
- Episodio 50. Jamie Foxx, Tia y Tamera Mowry & Chris Bosh
- Episodio 51. Tyra Banks, Mario Lopez & Anthony Mackie
- Episodio 52. Lenny Kravitz, Kristin Cavallari & Bryan Greenberg
- Episodio 53. Mark Hoppus, Sean Kingston & Tiffani Thiessen
- Episodio 54. AnnaLynne McCord, Estelle & Mike Posner
- Episodio 55. Robyn, Chad Michael Murray & J. Cole
- Episodio 56. Common, T-Pain & Alex Meraz